# Geraldine Farrar
Pour les articles homonymes, voir Farrar.
Geraldine Farrar, née le 28 février 1882 à Melrose (Massachusetts) et morte le 11 mars 1967 à Ridgefield (Connecticut), est une cantatrice et actrice américaine.

## Biographie

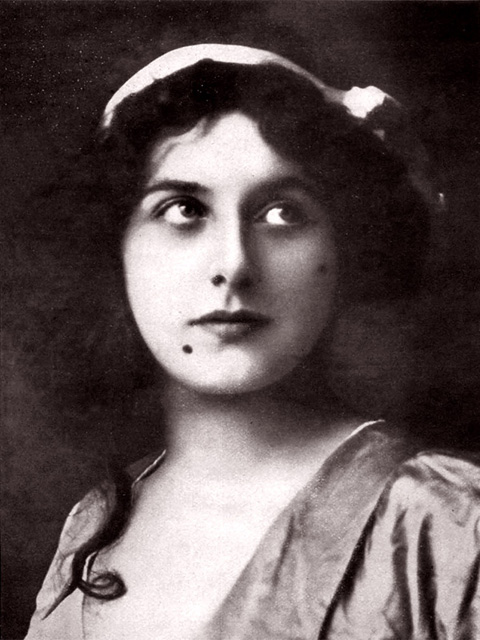
Geraldine Farrar dans le rôle-titre de Manon joué au Metropolitan Opera, (1909 ?).

Geraldine Farrar est née dans une famille modeste, le père étant magasinier. Sa mère est ambitieuse pour sa fille et l'encourage dans ses études musicales. 
Sur les conseils de Lillian Nordica et de Nellie Melba, elle étudie le chant à Boston, New York, Paris, puis Berlin avec la fameuse soprano Lilli Lehmann. C'est dans cette ville, en 1901, qu'elle effectue des débuts remarqués dans le rôle de Marguerite du Faust de Charles Gounod, puis dans les rôles-titres de Mignon d'Ambroise Thomas, Manon de Jules Massenet, et Juliette dans le Roméo et Juliette du même Gounod. Entre 1901 et 1906, elle se produit à Paris, Monte Carlo et à Salzbourg comme Zerlina, dans Don Giovanni, aux côtés de Lilli Lehmann.
Dans la capitale allemande où elle est extrêmement populaire, Geraldine Farrar a compté parmi ses admirateurs le prince héritier Guillaume, avec qui elle aurait eu une liaison à partir de 1903. 
En 1906, elle débute au Met dans Roméo et Juliette (Gounod) et elle domine la scène new-yorkaise pendant 15 ans, dans le répertoire italien et français. Giacomo Puccini établit une troisième version de Madame Butterfly pour le Metropolitan Opera House qui débute le 11 février 1907 en présence du compositeur et avec Geraldine Farrar et Enrico Caruso. Dans sa carrière, elle chante Cio-Cio San plus de 100 fois au Met et elle en enregistre le rôle avec Caruso.
Plus encore que sa voix, ses talents d'actrice lui valent le succès public : "je suis une actrice dont il se trouve que j'apparais à l'opéra" dit-elle. Elle est une star dont le public guette les faits et gestes. Les relations avec l'administration du Met, dirigé par Giulio Gatti-Casazza et avec Arturo Toscanini sont d'abord tendues, avant qu'une relation amoureuse se noue avec le chef, interrompue au bout de 7 ans lorsqu'il refuse de divorcer pour épouser Farrar.
À partir de 1915, elle apparaît dans différents films muets. Son rôle le plus significatif reste celui de Jeanne d'Arc, dans Joan the woman de Cecil B. de Mille en 1916. Elle rencontre dans les studios de cinéma son mari, l'acteur Lou Tellegen. Le mariage dure peu.
À partir de 1918, le déclin vocal se dessine, en particulier du fait de l'apparition de nodules. Sa voix devient plus tendue dans l'aigu, même si elle continue à assumer des rôles véristes. La popularité de Maria Jeritza pousse Farrar à envisager d'arrêter sa carrière au Met, en avril 1922. Elle se consacre ensuite à une tournée de concerts au cours de laquelle elle chante une version abrégée de Carmen, 123 fois en 125 jours ! Elle stoppe toute activité musicale en 1932.
Elle se retire à Ridgefield (Connecticut) où elle s'engage dans différentes causes locales. Elle meurt en 1967, d'une crise cardiaque, à l'âge de 85 ans. Elle est inhumée au cimetière Kensico, à Valhalla, dans l'État de New York. Ses archives ont été déposées à la Bibliothèque du Congrès.

## Discographie
La discographie de Geraldine Farrar comprend de nombreux extraits et EP. Les albums et intégrales sont plutôt rares.
- Carmen, RCA 1959
- Memories of Geraldine Farrar, International Record Collectors Club
- Geraldine Farrar in italian opera, Nimbus records, 1994

## Filmographie
- 1915 : Carmen de Cecil B. DeMille : Carmen
- 1915 : Tentation de Cecil B. DeMille : Renee Dupree
- 1916 : Maria Rosa de Cecil B. DeMille : Maria Rosa
- 1916 : Joan the woman de Cecil B. DeMille : Jeanne d'Arc
- 1917 : Les Conquérants (The Woman God Forgot) de Cecil B. DeMille : Tecza
- 1917 : The Devil-Stone de Cecil B. DeMille : Marcia Manot
- 1918 : The Turn of the Wheel de Reginald Barker : Rosalie Dean
- 1918 : The Hell Cat de Reginald Barker : Pancha O'Brien
- 1919 : Shadows de Reginald Barker : Muriel Barnes / Cora Lamont
- 1919 : The Stronger Vow de Reginald Barker : Dolores de Cordova
- 1919 : Une idylle dans la tourmente (The World and Its Woman) de Frank Lloyd : Marcia Warren
- 1919 : Flame of the Desert de Reginald Barker : Lady Isabelle Channing
- 1919 : The Woman and the Puppet de Reginald Barker : Concha Perez
- 1920 : The Riddle: Woman d'Edward José : Lilla Gravert

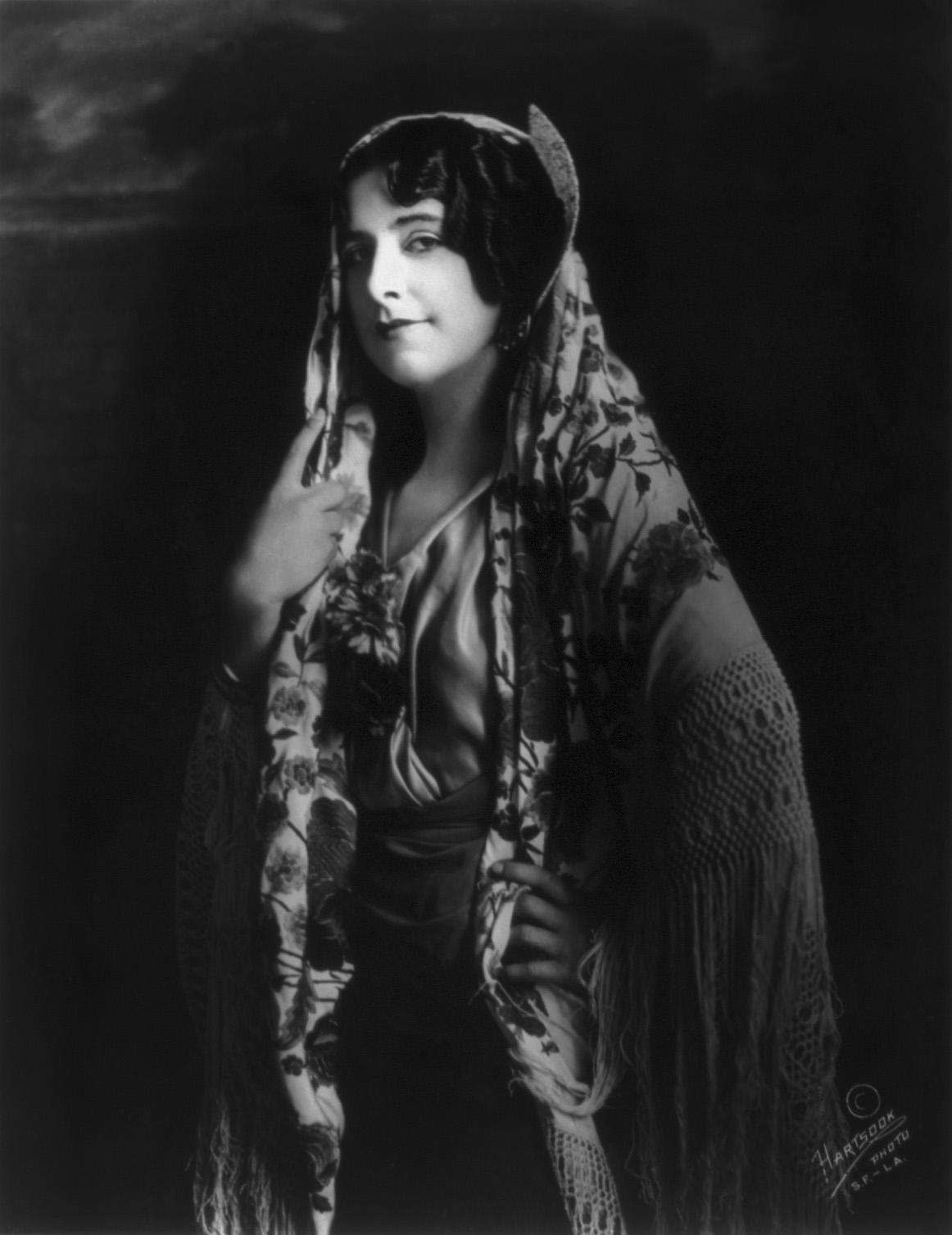
Carmen (1915)
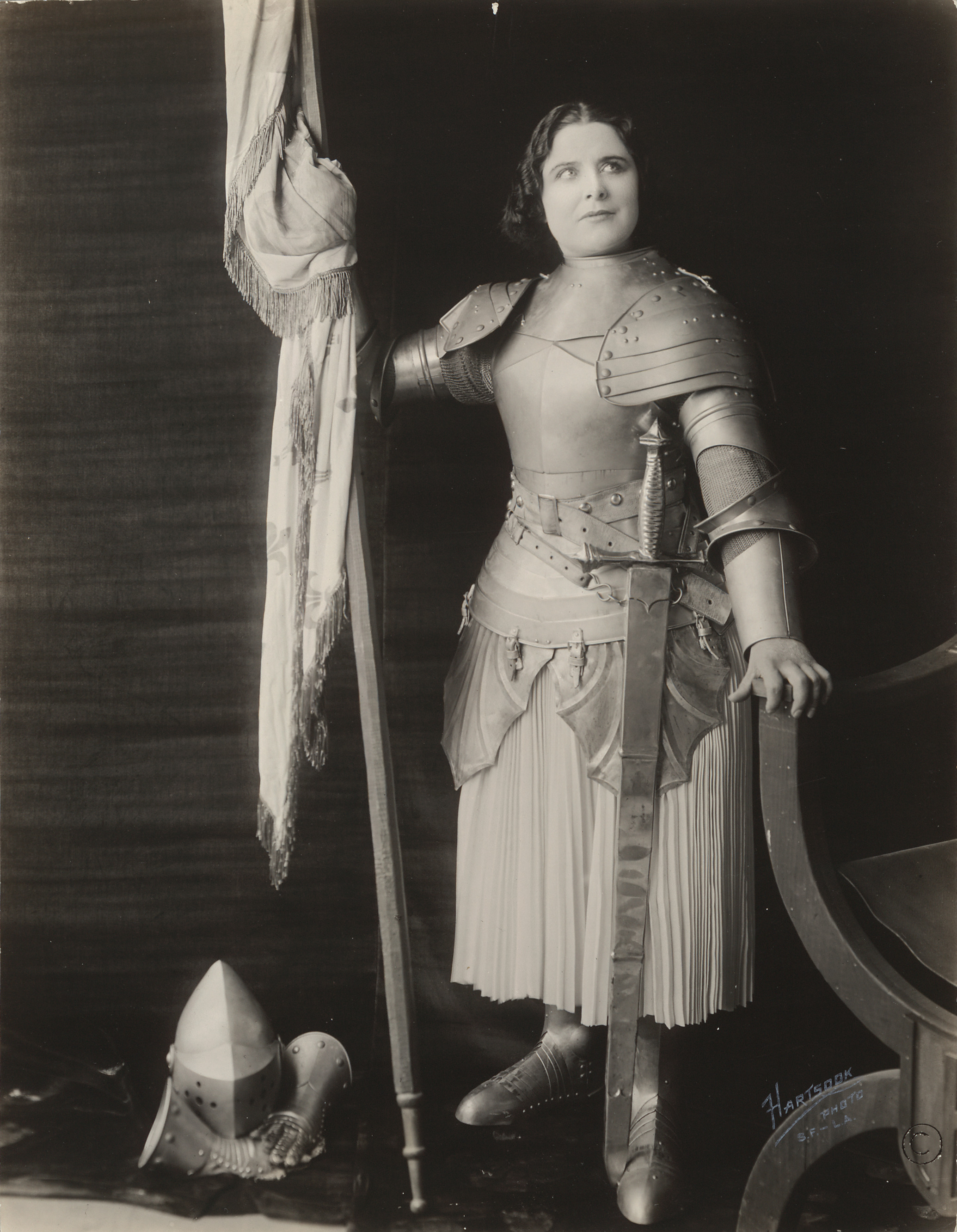
Joan the woman (1916) (Hartsook Photo)
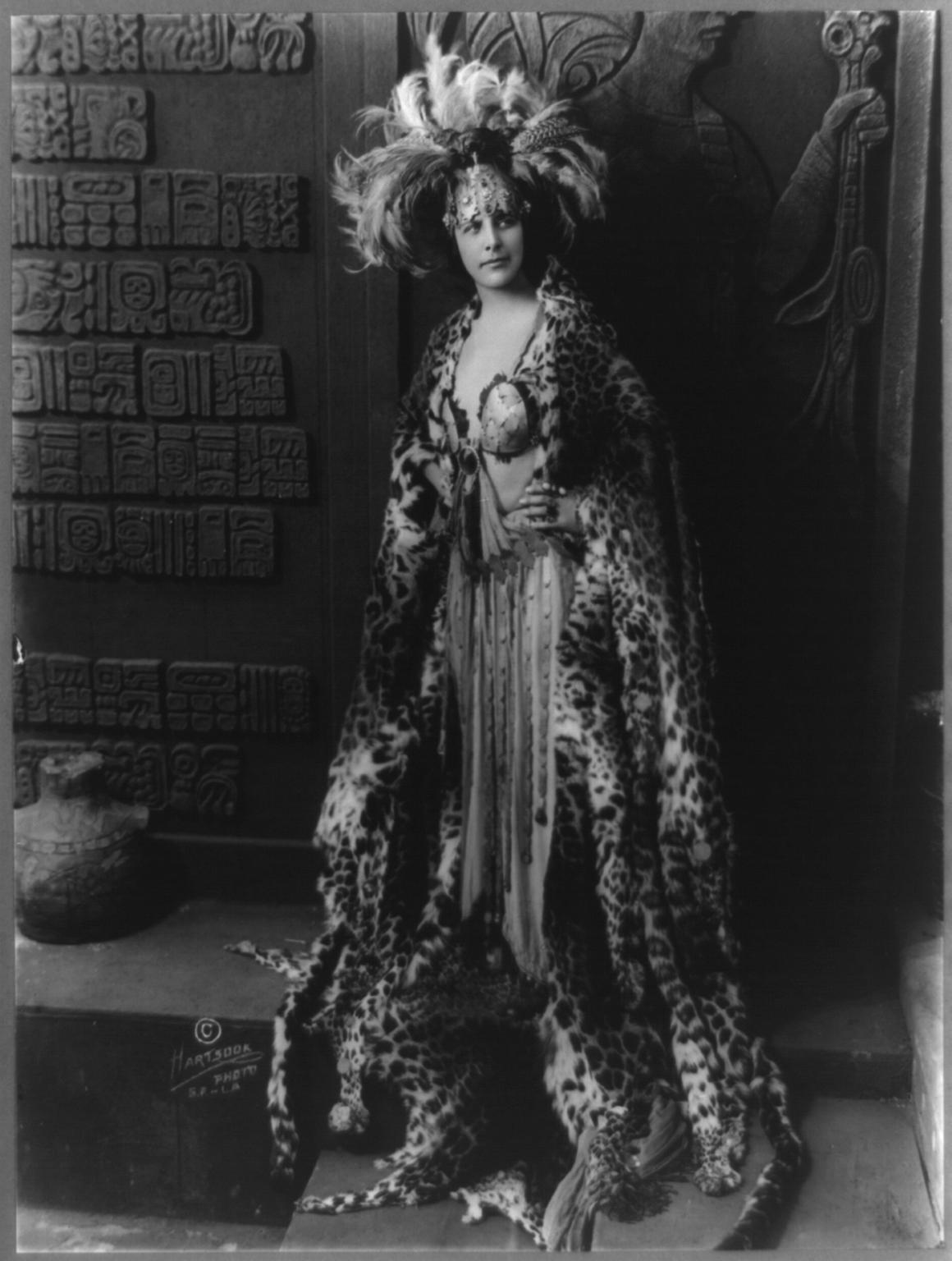
Les Conquérants (1917) (Hartsook Photo)
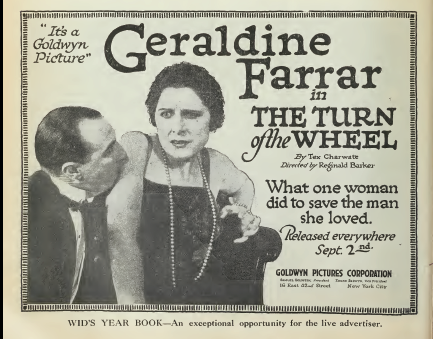
The Turn of the Wheel (1918)
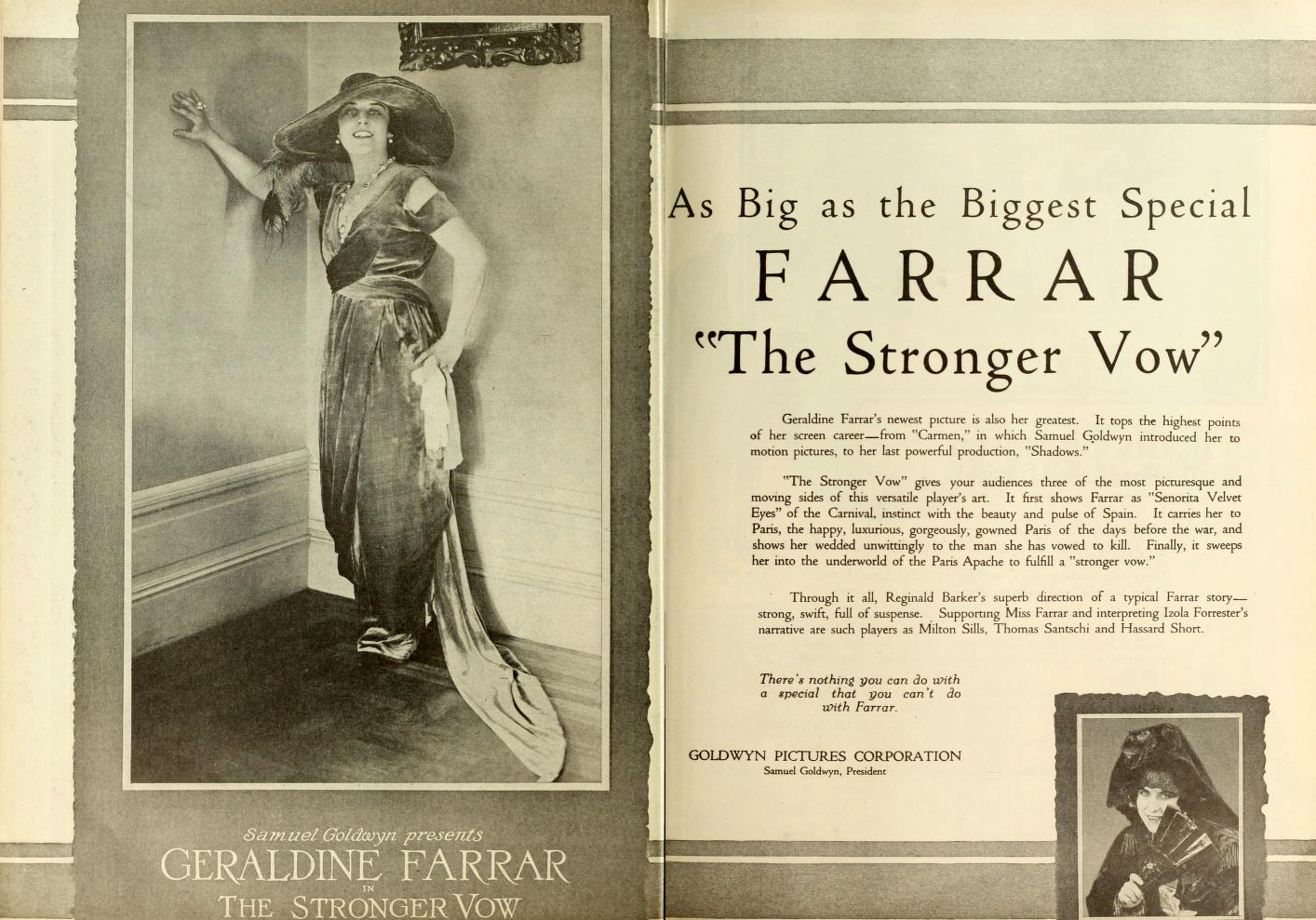
Publicité (1919)